# Langues grandes philippines centrales
Les langues grandes philippines centrales sont le plus important sous-groupes des langues philippines, un des rameaux de la branche malayo-polynésienne des langues austronésiennes. 
Ces langues sont parlées, outre aux Philippines, d'après lesquelles elles ont été nommées, en Indonésie (dans le nord de l'île de Célèbes) et en Malaisie (dans le nord de l'île de Bornéo).

## Classification

Les langues philippines, entourées en bleu

Blust (1991) classe à l'intérieur du grand philippin central sept groupes de langues. Leur composition est :
- Langues philippines centrales (en) :
  - tagalog
  - dumaget d'Umiray
  - langues bicol
    - bikol central ou bicolano central

  - tagakaulo
  - mamanwa
  - mansaka
  - langues bisayas
    - aklanon
    - cebuano
    - hiligaynon ou ilonggo
    - kinaray-a
    - porohanon
    - ratagnon
    - tausug
    - waray-waray

  - masbateño
  - utudnon
- Langues mangyanes du Sud :
  - hanounóo
  - bouhide
  - batangan
- Langues palawaniques (en) :
  - tagbanoua central
  - tagbanoua d'Aborlan
  - batak de palawan
  - palawano de Brooke's Point
  - palawano du Nord (quezon)
  - palawan du Sud-Ouest
  - molbog
- Langues manobo :
  - kagayanen
  - binukid
  - tagabawa
  - manobo de Tigwa
  - manobo de Cotabato
  - tasaday
  - manobo de Sarangani
  - manobo d'Obo
  - manobo d'Ilianen
  - manobo bukidnon occidental
  - manobo d'Ata
  - manobo d'Agusan
  - manobo de Dibabawon
- Langues danaw :
  - maranao
  - magindanao
  - iranun ou iranon
- langues subanun ou subanon :
  - subanen central ou subanun de Sindangan
  - subanun occidental ou subanun de Siocon
  - subanen du Nord
- Langues gorontaliques :
  - bintauna
  - bolango
  - buol
  - gorontalo
  - kaidipang
  - lolak
  - mongondow
  - ponosakan
  - suwawa

Les langues mangyanes du Nord forment un ensemble différent des langues mangyanes du Sud et font partie du sous-groupe luzon central.